# Aplicación e inaplicación del derecho
En Derecho, se denomina inaplicación del derecho a los casos donde las leyes, debido al atraso, la congestión, la impunidad y la falta de acceso a la justicia del ciudadano común, no se cumplen. Se caracteriza por la desprotección de los derechos humanos. En otras palabras, es cuando dentro del marco legal las leyes sí existen pero en la realidad no se evidencian.
En la contraparte, se denomina aplicación del derecho a los casos donde, dentro de una realidad social, se puede evidenciar que las normas creadas son cumplidas por la mayoría de la población. A diferencia de la inaplicación, se caracteriza por la agilidad de los procesos, la verificación de que las sentencias, que los fallos sean cumplidos y el fácil acceso a la justicia por parte del ciudadano común. En otras palabras, es que la realidad jurídica concuerde con la realidad social. Un ejemplo de esto es el sistema de tutela colombiano.